# Nunuanah
Nunuanah is een bestuurslaag in het regentschap Kupang van de provincie Oost-Nusa Tenggara, Indonesië. Nunuanah telt 1515 inwoners (volkstelling 2010).